# 当麻喜弘
当麻 喜弘（とうま よしひろ、1933年 - 2021年） は、日本の電気工学者。東京工業大学名誉教授。元東京電機大学学長。元日本信頼性学会会長。紫綬褒章受章。大川出版賞等受賞。

## 人物・経歴
1956年東京工業大学理工学部電気工学卒業。1961年東京工業大学大学院理工学研究科電気工学博士課程修了、工学博士。同年東京工業大学助手。1963年東京工業大学助教授。1975年東京工業大学教授。1994年東京工業大学名誉教授、東京電機大学教授。1998年日本信頼性学会会長。2002年東京電機大学学長。フォールトトレラントシステム研究専攻。電子情報通信学会著述賞、情報処理学会功績賞、大川出版賞受賞。IEEEライフフェロー、電子情報通信学会フェロー、情報処理学会フェロー。1992年情報処理国際連合 Silver Core。1999年紫綬褒章受章。2009年瑞宝中綬章受章 。2021年没。

## 著書
- 『ディジタル回路の論理設計入門』丸善 1961年
- 『基礎電気回路例題演習』（川上正光, 古尾谷公子と共著）コロナ社 1963年
- 『ディジタル技術演習』オーム社 1964年
- 『パルス技術入門』丸善 1965年
- 『順序回路論』昭晃堂 1976年
- 『順序機械』（内藤祥雄, 南谷崇と共著）岩波書店 1983年
- 『スイッチング回路理論』コロナ社 1986年
- 『スイッチング回路理論演習』（米田友洋と共著）コロナ社 1988年
- 『入門電子回路』槙書店 1997年